# Ангел Иванов – Комитата
Вижте пояснителната страница за други личности с името Ангел Иванов.
Aнгел Иванов Въцов – Комитата е български революционер участник в четата на Панайот Хитов, доброволец в Сръбско-турската война през 1876 г., опълченец от Руско-турската война през 1877 – 1878 г., участник в Сръбско-българската война през 1885 г., кмет на град Фердинанд през периода (1901 – 1902 г.)

## Биография
Роден е през 1851 г. в село Белимел, Берковска каза и произхожда от фамилията Въцовци. След една свада с турски младеж избягва във Видин и се установява на работа при един хлебар. През 1877 г. преминава Дунава и постъпва в шеста дружина на Българското опълчение. Като опълченец служи от 9 април 1877 г. до 17 юли 1878 г. Като редник взема участие в боевете при село Лаханли, Казанлъшко, при Казанлък, при село Палици, Еленско, и при Шейново, където е разгромена армията на Вейсел паша. В състава на дружината взема участие в зимното преминаване на Балкана през декември 1877 г., участва в конвоирането на пленници и в разгромяването на турски разбойнически шайки. За усърдието си във военната служба получава възпоменателен медал от войната през 1877 – 1878 г. Между 1887 и 1889 г. се заселва в село Голема Кутловица и създава семейство с Катерина Колова Господинова, получавал е пенсия като опълченец, имал е редица занятия: полицейски стражар, служещ, полски пазач, кафеджия и др. Притежавал е добро самочувствие, ходел е винаги в опълченската си униформа и не се е разделял със своята сабя. През 1928 г. по повод на 50-годишнината от Освободителната война, улицата на която той е живеел е наименувана „Опълченска“ в негова чест, което име носи до днес.
Умира на 13 февруари 1932 г. в град Фердинанд на 81-годишна възраст. Има 4 деца – синове Найден и Видо и дъщери Камена и Райна. Повече от 60 негови потомци живеят днес в Монтана, София и в други селища на страната.
На 29 февруари 2020 г. в родното му село Белимел е открит негов паметник.

## Политическа дейност
За кмет е избран през 1901 г. с протокол № 24 от 14 юли на общинския съвет във Фердинанд, изборът му е утвърден с Указ №325 от 31 юли. По време на предизборната кампания – 1902 г. за изборите на 17 февруари за XII обикновено народно събрание, делегация съставена от кмета на Фердинанд и общински съветници посрещат при село Боровци представителя на управляващата Прогресивнолиберална партия Михаил Сарафов, който пътува от Враца за Белоградчик, и го молят да посети града им и да произнесе реч. Той се отзовава и на 27 януари произнася реч пред хотела в който е настанен. По предложение на кмета през мандата му общинският съвет взема решение да се построи чешма на Извòра в местността Баира с 12 чучура. Последните заповеди, които подписва като кмет са от 5 и 26 септември 1902 г. с които възлага и снема пълномощията си на помощник-кмета, поради участието си като опълченец в тържествата за 25-годишнината на Шипченската епопея. Напуска кметската длъжност поради провеждането на редовни избори за общински съветници.